# Introductio in Oryctographiam et Zoologiam Aragoniae
Introductio in Oryctographiam et Zoologiam Aragoniae (abreviado Intr. Oryctogr. Aragon.) es un libro con ilustraciones y descripciones botánicas que fue escrito en latín por el naturalista, jurista e historiador español Jordán de Asso y publicado en el año 1784. En el libro no aparece el lugar de impresión, aunque se ha supuesto que se realizó en Ámsterdam. El libro está formado por dos partes, la Introductio in Orytographiam et Zoologiam Aragoniae, que ocupa hasta la pag. 165, y la Enumeratio stirpium in Aragonio noviter detectarum. De las siete láminas incluidas en el libro, obra de Mateo González Labrador (Mattaeus Gonzalez), dos completas y parte de la tercera tienen imágenes de insectos, la séptima es un ave, y parte de la sexta la ocupa la figura de un pez, siendo el resto vegetales. Entre los insectos, hay varias imágenes de langostas, que le preocupaban especialmente por su efecto perjudicial en la agricultura.
Hasta la página 50, el libro se dedica a la descripción de las especies minerales encontradas en Aragón, y a partir de ahí a los animales, de los que describe más de 500 especies. El primero, dentro del ordo de los primates, es el Homo sapiens. Incluye también un pez, ilustrado en una de las láminas, Lisymachia (Salaria fluviatilis) que en ese momento era nuevo para la ciencia. Este libro es el primer intento de introducir en España la clasificación zoológica linneana, aunque no tuvo éxito, dado el enorme peso de las obras de Buffon entre los zoólogos españoles.